# Capitellum metallicum
Espèce
Synonymes
- Mabuya metallica Bocourt, 1879

Statut de conservation UICN

 CR B1ab(v) : 
En danger critique
Capitellum metallicum, appelé communément Scinque métallique ou Petit scinque de la Martinique  est une espèce de sauriens de la famille des Scincidae, endémique de l'île de la Martinique. Cette espèce est classée dans la catégorie des espèces en danger critique d'extinction par l'UICN, mais elle est probablement éteinte.

## Étymologie
Le nom spécifique metallicum vient du latin metallicus, métallique, en référence à la couleur de ce saurien.

## Répartition

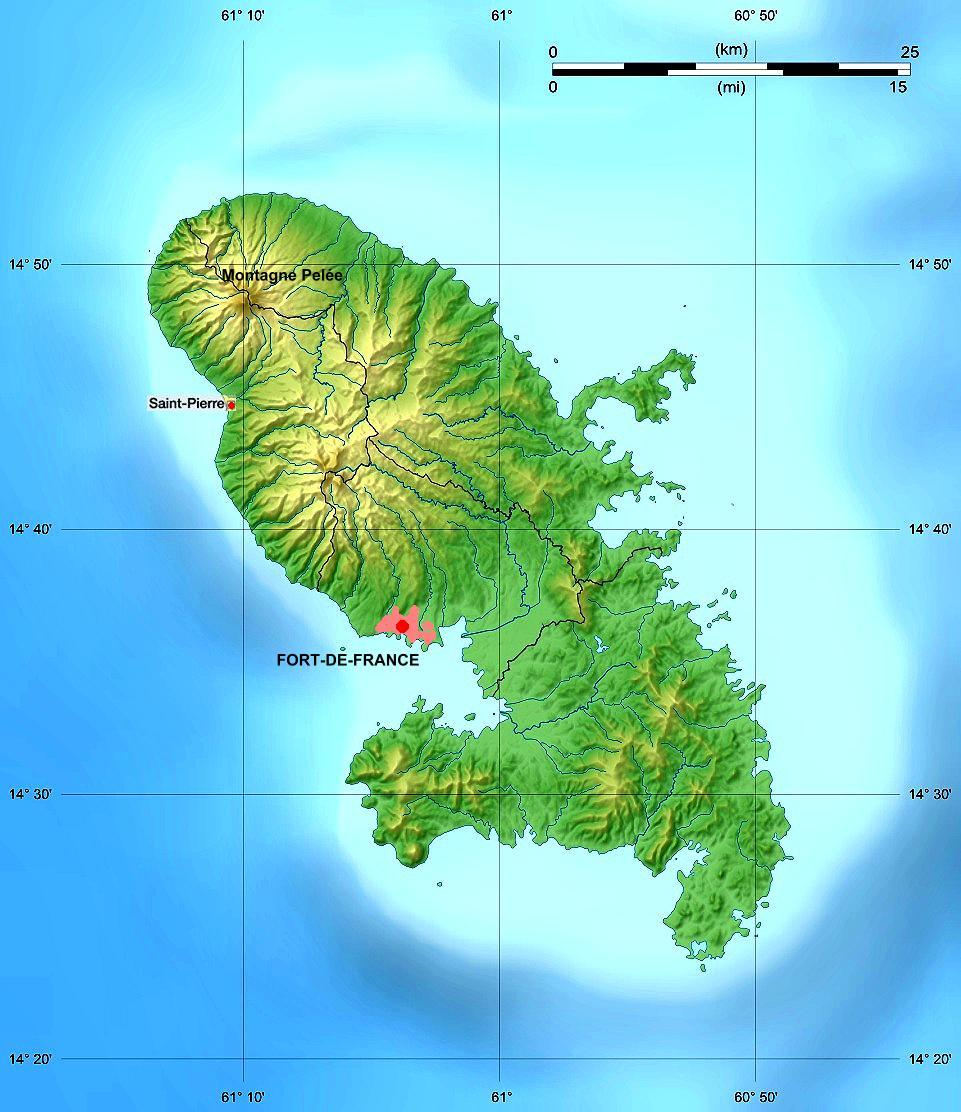
Ile de la Martinique.

Cette espèce est endémique de Martinique.

## Statut
Le Scinque métallique est inscrit sur la liste des espèces en danger critique d'extinction, peut-être éteint, car il se trouve dans un seul endroit défini par la présence d'espèces envahissantes, et qu'un déclin continu du nombre d'individus matures est déduit à la suite de la prédation par des mammifères exotiques comme la mangouste et le rat noir. Les menaces secondaires comprennent la destruction de l'habitat par l'agriculture et l'urbanisation. 
Des programmes de reproduction en captivité devraient être entrepris, si une population survivante est enregistrée, car l'éradication des prédateurs mammifères introduits n'est pas possible sur les grandes îles. Il y a des îlots au large de la Martinique qui n'ont pas de mangouste et qui pourraient soutenir des populations de cette espèce, qui n'ont pas toutes été étudiées.

## Publication originale
- Bocourt, 1879, in Duméril, Bocourt & Mocquard, 1870-1909 : Études sur les reptiles, p. 1-1012, in Recherches Zoologiques pour servir a l'Histoire de la Faune de l'Amérique Centrale et du Mexique. Mission Scientifique au Mexique et dans l'Amérique, Imprimerie Impériale, Paris.